# Marcin Siennik
Marcin Siennik, inne formy nazwiska: Heuwrecher, Pelczman (ur. I połowa wieku XVI, zm. 1588 w Krakowie) – wydawca polskich druków przyrodniczych, tłumacz z języków niemieckiego i łacińskiego. Botanik, twórca ponad 800 polskich nazw roślin.

## Życiorys
Urodził się w rodzinie mieszczańskiej. Uczęszczał do szkół w Krakowie. Nie studiował medycyny (nie posiadał stopnia naukowego), ani nie kończył kursów aptekarskich. Znał język niemiecki, polski, hebrajski i łacinę. W roku 1565 mieszkał na przedmieściu Krakowa – Garbary. Około roku 1568 pracował w kopalniach olkuskich. Pracował jako pełnomocnik różnych osób przed urzędami oraz jako tłumacz dzieł z łaciny i niemieckiego. W roku 1578 wybrany został ławnikiem Garbar. W latach 1583–1587 przebywał w więzieniu za długi. W roku 1588 procesował się z księgarzem krakowskim Stefanem Riche. Niedługo potem zmarł (według Estreichera około roku 1588).

## Twórczość

### Ważniejsze utwory
- Lekarstwa doświadczone... któremu są przydane lekarstwa końskie, (Kraków) 1564, drukarnia Łazarz Andrysowicz, przedr. A. Perenc "Pierwsze druki weterynaryjne w Polsce", Lublin 1955, Annales Universitatis Mariae Curie Skłodowska 1954, Sectio DD Supplementum I
- Herbarz, to jest ziół tutecznych, postronnych i zamorskich opisanie, co za moc mają, a jako ich używać tak ku przestrzeżeniu zdrowia   ludzkiego, jako ku uzdrowieniu rozmaitych chorób, teraz nowo wedle herbarzów dzisiejszego wieku i innych zacnych medyków poprawiony. Przydano Aleksego Pedemontana "Tajemnice księgi ośmiory o tajemnych a skrytych lekarstwiech, przy czym dosyć misternych a trafnych rzeczy i doświadczonych mieć będziesz", Kraków 1568, drukarnia M. Szarffenberg, fragm. przedmowy przedr. J. M. Ossoliński Wiadomości historyczno-krytyczne do dziejów literatury polskiej, t. 2, Kraków 1819, s. 253-255; całą przedmowę przedr. W. Taszycki "Obrońcy języka polskiego. Wiek XV-XVIII", Wrocław 1953, Biblioteka Narodowa, seria I, nr 146; podobizny rycin Herbarza... podają: J. Muczkowski Zbiór odcisków drzeworytowych..., Kraków 1849; Katalog wystawy rękopisów i druków przyrodniczo-lekarskich XIII-XVI w., Kraków 1928; nowa redakcja dzieła Hieronima Spiczyńskiego O ziołach tutecznych i zamorskich... (Kraków 1542), które z kolei było przeróbką pracy Stefana Falimirza z roku 1534

### Przekłady
- J. B. Bozoła Koncilium trydentskiego nowo skończonego wyroki i ustawy, Kraków 1565, przedmowę przedr.: J. Lelewel Bibliograficznych ksiąg dwoje, t. 1, Wilno 1823, s. 136; M. Wiszniewski Historia literatury polskiej, t. 9, Kraków 1857, s. 282-283
- Historia o Meluzynie, Kraków 1569, egz. nieznane; wyd. późniejsze pt. Historia wdzięczna o szlachetnej i pięknej Meluzynie, Kraków 1671; wyd. następne: Kraków 1763; Kraków 1768; Lwów 1769; brak miejsca wydania 1787 i inne (przekł. z niemieckiego)
- T. Grazer Judicium albo rozsądek doskonały z gwiazdarskiej nauki, Kraków 1572, (przekł. z niemieckiego), unikat: Biblioteka w Uppsali
- (Libri de aedificiis e germanico in polonicum), przekł. z niemieckiego, powst. około 1575, zaginiony; wiadomość podaje: A. Grabowski Skarbniczka naszej archeologii, Lipsk 1854, s. 198

### Utwory o autorstwie niepewnym
- materiały dot. autora Herbarza... lub jakiegoś innego Marcina Siennika zob. A. Grabowski Skarbniczka naszej archeologii, Lipsk 1854, s. 60